# لاتانیا ریچاردسون
لاتانیا ریچاردسون (به انگلیسی: LaTanya Richardson) (زاده ۲۱ اکتبر ۱۹۴۹)، بازیگر آمریکایی است.
از فیلم‌های معروف او می‌توان به بازی در فیلم مارشال آمریکایی، فریدم لند، گم شدن اشعیا، جولیان پو، خاموشی و معرفی دوروتی دندریج اشاره کرد.